# 大塚勇三
大塚 勇三（おおつか ゆうぞう、1921年1月27日 - 2018年8月18日）は、日本の児童文学者・翻訳家。
旧満洲旧安東市(現・遼寧省丹東市)生まれ。東京帝国大学法学部を卒業。1957年から1966年まで平凡社に勤め、瀬田貞二と出会い、米英、ドイツ、北欧などの児童文学の翻訳に携わる。特にアストリッド・リンドグレーンの作品をほとんど翻訳、アルフ・プリョイセンの「スプーンおばさん」シリーズ、ルーネル・ヨンソンの「小さなバイキング」などの翻訳が著名である。ほか自身で民話の再話絵本も執筆した。
2018年8月18日、死去。97歳没。

## 著書
- 『うみのがくたい』（福音館書店、こどものとも傑作集） 1964
- 『スーホの白い馬』（モンゴル民話、福音館書店） 1967：1968年に産経児童出版文化賞受賞
- 『いしになったかりゅうど』（モンゴル民話、福音館書店） 1970
- 『プンクマインチャ』（ネパール民話、福音館書店） 1971
- 『石のししのものがたり チベットの民話による』（福音館書店、こどものとも傑作集） 1992
- 『まじょのひ パプア・ニューギニアの昔話』（福音館書店、こどものとも世界昔ばなしの旅） 1997
- 『おおきなかぬー』（土方久功画、福音館書店、こどものとも世界昔ばなしの旅） 2005

## 翻訳
- 『ウル』（ウーリー、瀬田貞二共訳、みすず書房、人間と文明の発見シリーズ） 1958
- 『赤い月と暑い時』第1 - 第2（ヘルベルト・カウフマン、みすず書房） 1959
- 『夢を掘りあてた人 トロイアを発掘したシュリーマン』（ヴィーゼ、岩波書店） 1961
- 「あかずきん」（グリム原作、宮脇公実絵、福音館書店、『こどものとも』80号 / 1962年11月号）
- 『地下の洞穴の冒険 / ふたたび洞穴へ』（リチャード・チャーチ、岩波書店） 1962、のち岩波少年文庫
- 「おおきな　かぬー」（ニュージーランド マオリ族の民話 再話、土方久功絵、福音館書店、『こどものとも』 82号 / 1963年1月号）
- 『たんじょうび 』（ハンス・フィッシャー、福音館書店） 1965
- 『ハンニバルの象つかい』（ハンス・バウマン、岩波書店） 1966
- 『しあわせなふくろう オランダ民話』（ホイテーマ、福音館書店） 1966
- 『ワシとハト』（ジェームズ・クリュス、岩波書店、岩波おはなしの本） 1967
- 『小さなバイキング』（ルーネル・ヨンソン、学習研究社） 1967
- 『どこからかきた少女』（ゲープハルト、岩波書店） 1968
- 『ラモンじいさん』（シェファー、学習研究社、少年少女学研文庫） 1968
- 『子どもだけの町』（ウィンターフェルト、河出書房、少年少女世界の文学21） 1968
- 『マウルスと三びきのヤギ』（アロワ・カリジェ、岩波書店） 1969
- 『ナシの木とシラカバとメギの木』（アロワ・カリジェ、岩波書店） 1970
- 『いたずら小人プムックル』（カウト、学習研究社） 1970
- 『くさはらのこびと』（エルンスト・クライドルフ、福音館書店） 1970
- 『ふゆのはなし』（クライドルフ、福音館書店） 1971
- 『クルミわりとネズミの王さま』（E・T・A・ホフマン、講談社、こどもの世界文学16 - ドイツ編2） 1973
- 『ウルスリのすず』（ゼリーナ・ヘンツ、岩波書店） 1973
- 『フルリーナと山の鳥』（ゼリーナ・ヘンツ、岩波書店） 1974
- 『トム・ソーヤーの冒険』（マーク・トゥエイン、福音館書店） 1975、のち文庫
- 『マウルスとマドライナ』（アロワ・カリジェ、岩波書店） 1976
- 『黄金の七つの都市』（スコット・オデール、岩波書店） 1977
- 『くまのオートバイのり』（ライナー・チムニク、佑学社） 1978
- 『かしこいふくろう』（ライナー・チムニク,ハンネ・アクスマン、佑学社） 1979
- 『たのしいゾウの大パーティー』（パウル・ビーヘル、岩波書店） 1980
- 『ハリネズミのラッテのぼうけん』（セバスティアン・リーベック、福音館書店） 1980
- 『もりのこびとたち』（エルサ・ベスコフ、福音館書店） 1981
- 『氷の国のイワン』（ロバート・スウィンデルズ、岩波書店） 1981
- 『むぎうちヨナス』（クルト・バウマン、文化出版局） 1982
- 『運命の王子 古代エジプトの物語』（リーセ・マニケ、岩波書店） 1984
- 『ライオンとねずみ 古代エジプトの物語』（リーセ・マニケ、岩波書店） 1984
- 『ひとりぼっちのこねずみ』（エゴン・マチーセン、福音館書店） 1986
- 『グリムの昔話』（グリム、フェリクス・ホフマン編、福音館書店） 1986 - 1988、のち文庫
- 『なぞのヒョウのゆくえ』（セシル・ベズカー、岩波書店） 1988
- 『ハックルベリー・フィンの冒険』（マーク・トウェイン、福音館書店） 1997
- 『ノルウェーの昔話』（アスビョルンセン,モー編、福音館書店） 2003
- 『ペーテルとペトラ』（リンドグレーン、岩波書店） 2007

### アストリッド・リンドグレーン作品
- 『リンドグレーン作品集 1 長くつ下のピッピ』（岩波書店） 1964、のち岩波少年文庫
- 『リンドグレーン作品集 2 ピッピ 船にのる』（岩波書店） 1965、のち岩波少年文庫
- 『リンドグレーン作品集 3 ピッピ 南の島へ』（岩波書店） 1965、のち岩波少年文庫
- 『リンドグレーン作品集 4 やかまし村の子どもたち』（岩波書店） 1965、のち岩波少年文庫
- 『リンドグレーン作品集 5 やかまし村の春・夏・秋・冬』（岩波書店） 1965、のち岩波少年文庫
- 『リンドグレーン作品集 6 やかまし村はいつもにぎやか』（岩波書店） 1965、のち岩波少年文庫
- 『リンドグレーン作品集 7 やねの上のカールソン』（岩波書店） 1965、のち岩波少年文庫
- 『リンドグレーン作品集 別巻 ミオよ、わたしのミオ』（岩波書店） 1967、のち岩波少年文庫
- 『リンドグレーン作品集 別巻 2 小さい兄弟』（岩波書店） 1969、のち岩波少年文庫
- 『リンドグレーン作品集 別巻4 親指こぞうニルス・カールソン』（岩波書店） 1974、のち岩波少年文庫
- 『リンドグレーン作品集 別巻5 やねの上のカールソンとびまわる』（岩波書店） 1975、のち岩波少年文庫
- 『リンドグレーン作品集 別巻6　はるかな国の兄弟』（岩波書店） 1976、のち岩波少年文庫
- 『リンドグレーン作品集 別巻7 山賊のむすめローニャ』（岩波書店） 1982、のち岩波少年文庫

※『リンドグレーン作品集　別巻3　わたしたちの島で』は、尾崎義訳。

### アルフ・プリョイセン作品
- 『小さなスプーンおばさん』（アルフ・プリョイセン、学習研究社） 1966
- 『スプーンおばさんのぼうけん』（アルフ=プリョイセン、学習研究社） 1968
- 『スプーンおばさんのゆかいな旅』（プリョイセン、学習研究社） 1975
- 『スプーンおばさんちいさくなる』（プリョイセン、偕成社） 1979
- 『スプーンおばさんのクリスマス』（プリョイセン、偕成社） 1979
- 『しあわせのテントウムシ』（プリョイセン、岩波書店） 1979

### オトフリート・プロイスラー作品
- 『小さい魔女』（オトフリート・プロイスラー、学習研究社） 1965
- 『小さい水の精』（プロイスラー、学習研究社） 1966
- 『小さいおばけ』（プロイスラー、学習研究社） 1967
- 『大力のワーニャ』（プロイスラー、学習研究社） 1973